# Bahnhofstraße 35

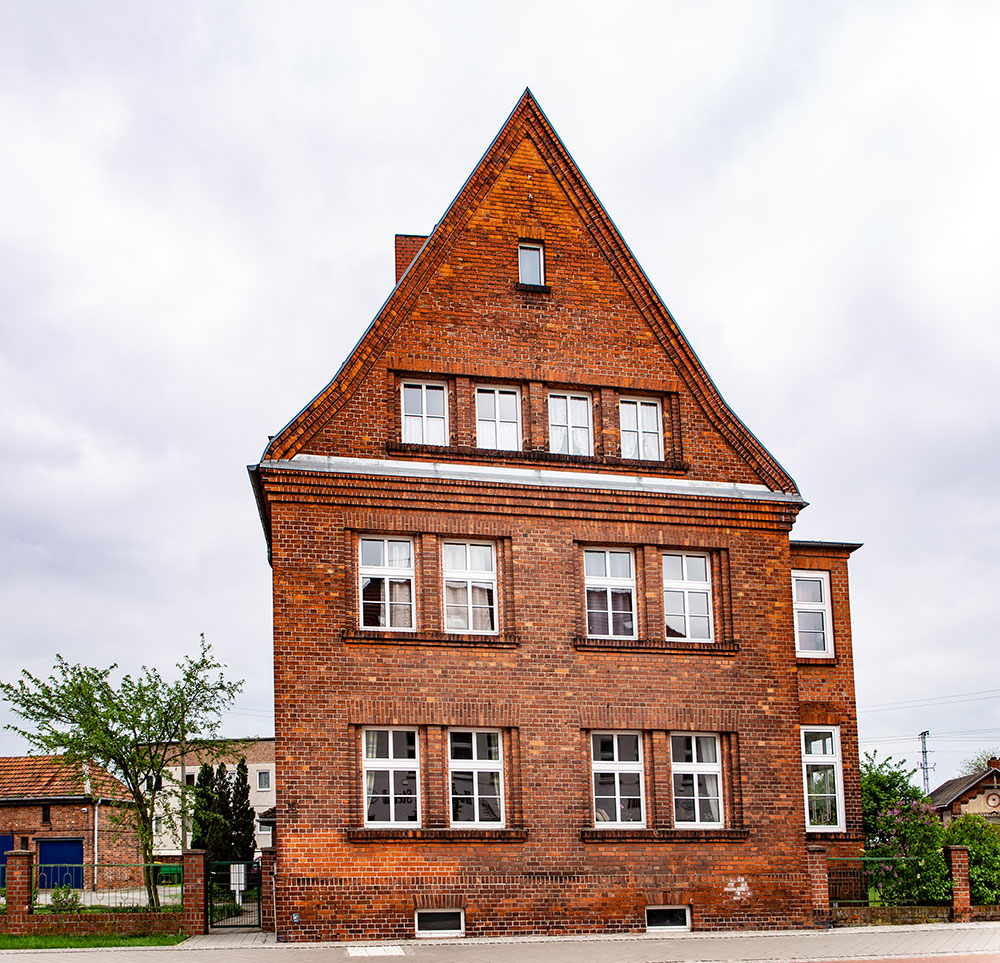
Bahnhofstraße 35 in Stendal

Das Gebäude unter der Anschrift Bahnhofstraße 35 ist ein denkmalgeschütztes Wohnhaus in der altmärkischen Stadt Stendal.
Das dreistöckige Wohngebäude in Sichtmauerwerk aus roten Ziegeln mit Satteldach befindet sich auf dem Keilgrundstück zwischen Bahnhofstraße und Eisenbahnstraße, wobei die Giebelseiten zu den Straßen ausgerichtet sind. 
Das Gebäude ist im Denkmalverzeichnis des Landes Sachsen-Anhalt (Nr. 094 75682) als Baudenkmal eingetragen.